# Église Santi Apostoli
Pour les articles homonymes, voir Apostoli.
Santi Apostoli dei Cristo (« Saints-Apôtres-du-Christ » en italien, communément appelée Santi Apostoli) est une église catholique de Venise, en Italie.

## Localisation
Santi Apostoli est située sur le dans le sestiere de Cannaregio, contrada dei Santi Apostoli, au début de la Strada Nova. Sa façade s'ouvre Salizada del Pistor en face du Palazzo Corner. Son flanc sud et le campanile sont situés Campo dei Santi Apostoli face à la Scuola dell'Angelo Custode. L'abside à l'est est située sur le Campo dietro la chiesa.

## Historique
La date de construction du premier édifice religieux du lieu n'est pas connue. Le quartier où elle est située est l'un des premiers de Venise à avoir été habité et il est possible qu'une église ait existé déjà au IXe siècle. On sait cependant que l'édifice a subi une reconstruction complète en 1021. Il est presque entièrement reconstruit au cours de 1105 après un incendie qui a déterminé sa ruine complète.
Au XVe siècle, l'architecte Mauro Codussi ajoute à la structure existante un portique sur la façade latérale, la sacristie et la chapelle de la famille noble des Corner.
En 1575, l'église est reconstruite presque entièrement : les murs porteurs sont réutilisées et une partie des fresques du XIVe siècle sont conservées, ainsi que la chapelle Corner. L'architecte Alessandro Vittoria est chargé de ces travaux. Le campanile date de 1672, mais est terminé par Andrea Tirali au XVIIIe siècle.

## Description

### L'extérieur
La façade sur Salizada del Pistor est très austère avec les briques à nu. Une triple entrée deux niches vides et deux fenêtres complètent l'ensemble. Au dessus de l'entrée principale une plaque commémore le passage de Pie VII en 1800.

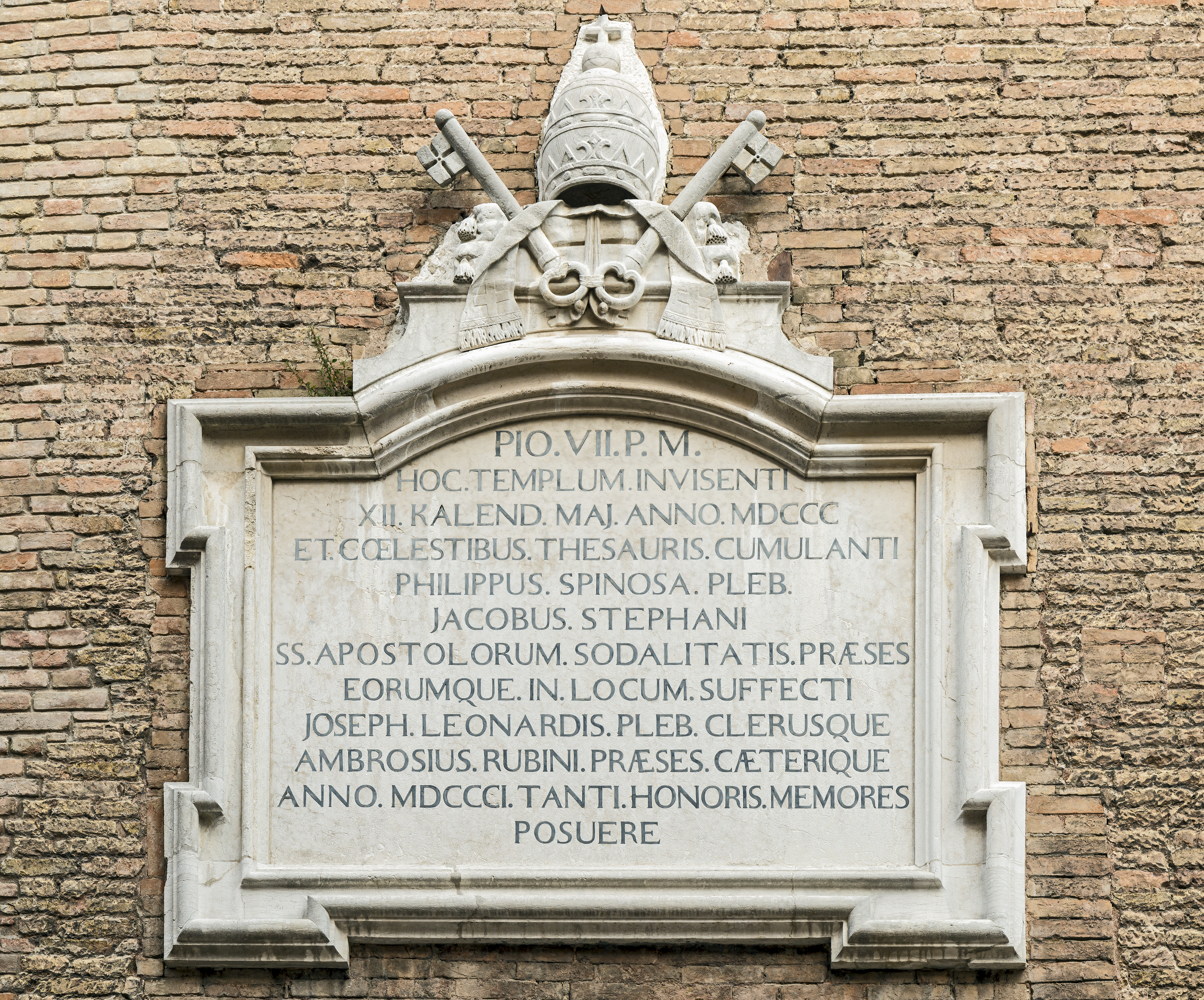
Plaque de Pie VII
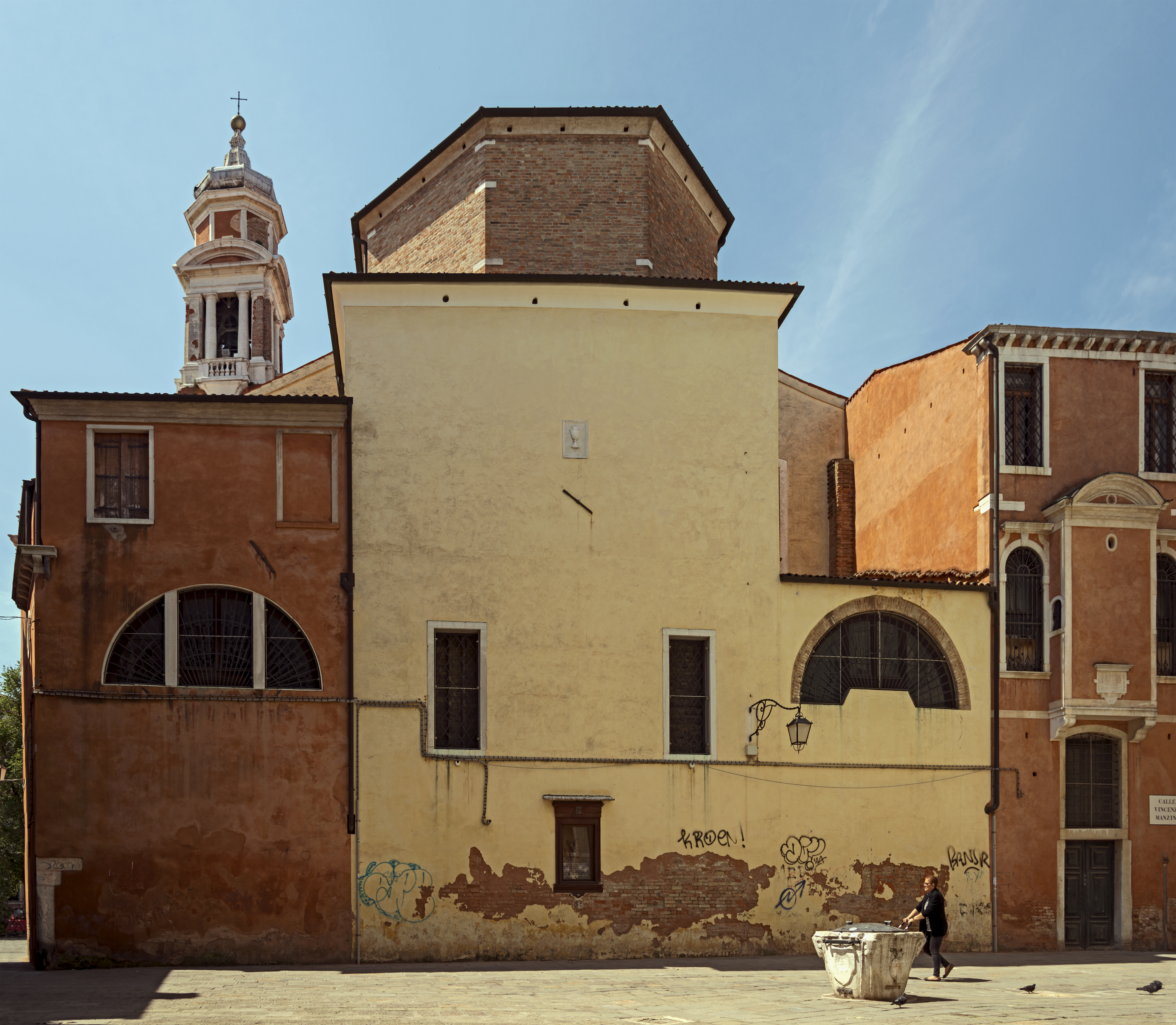
L'abside sur le Campo dietro la chiesa
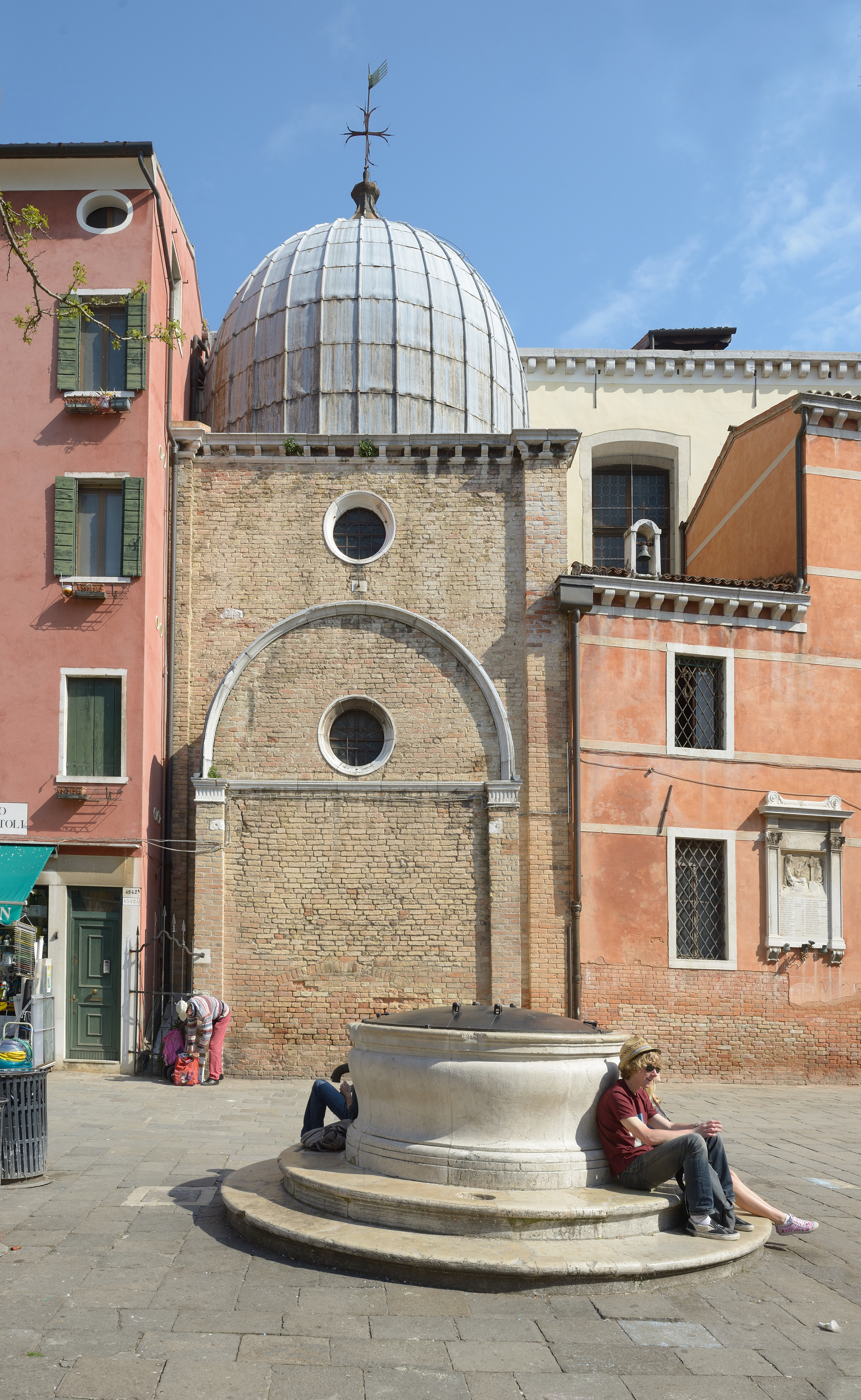
Façade sur le Campo degli Apostoli
La partie haute du cocher commune avec San Bartolomeo

### L'intérieur
L'intérieur de l'église est constitué d'une nef à double rangée de colonnes.
La contre-façade
L'orgue de Pietro Nachini, daté de 1738, a été rénové en 1766 par les frères Bazzani.

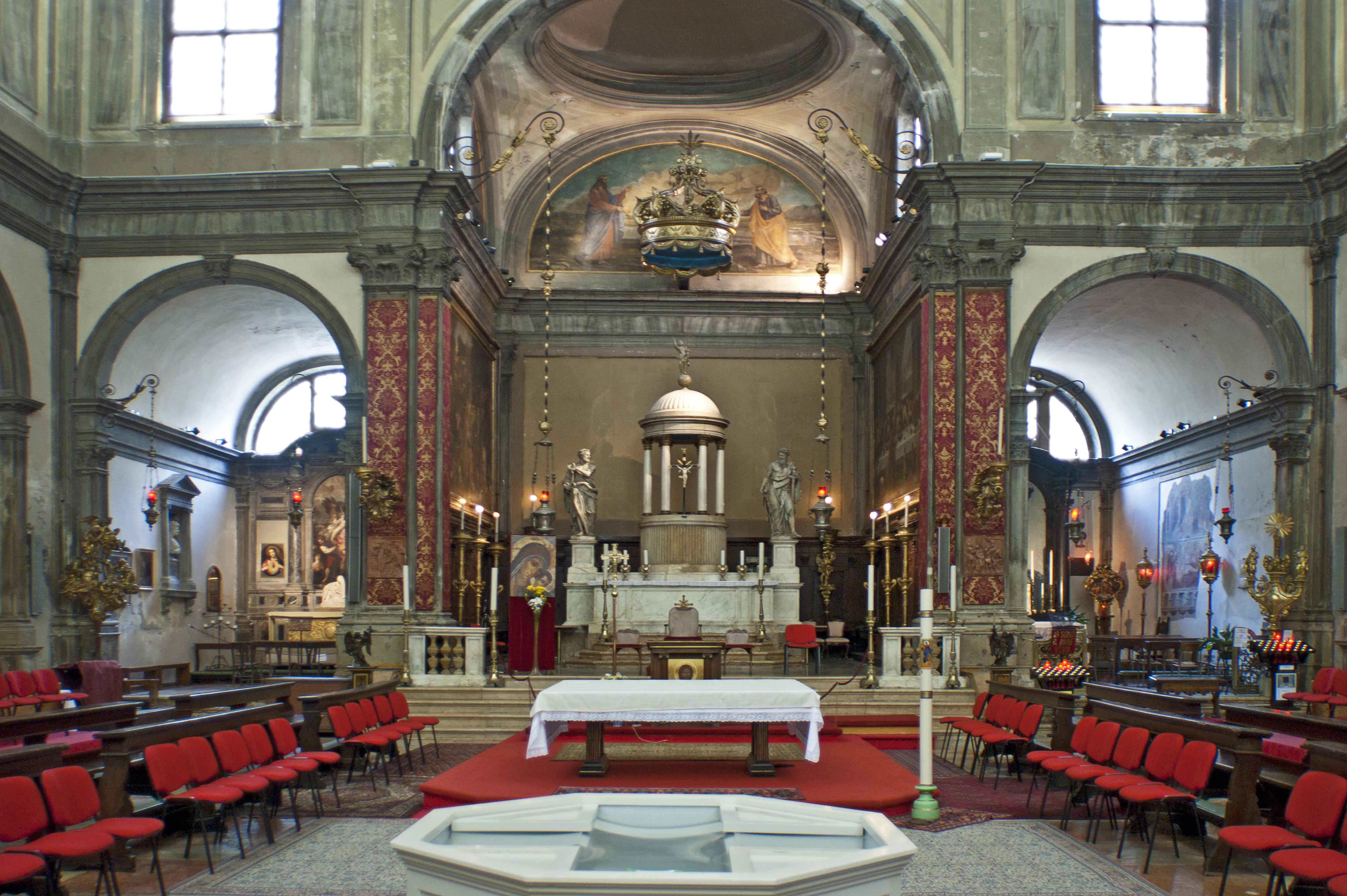
L'intérieur
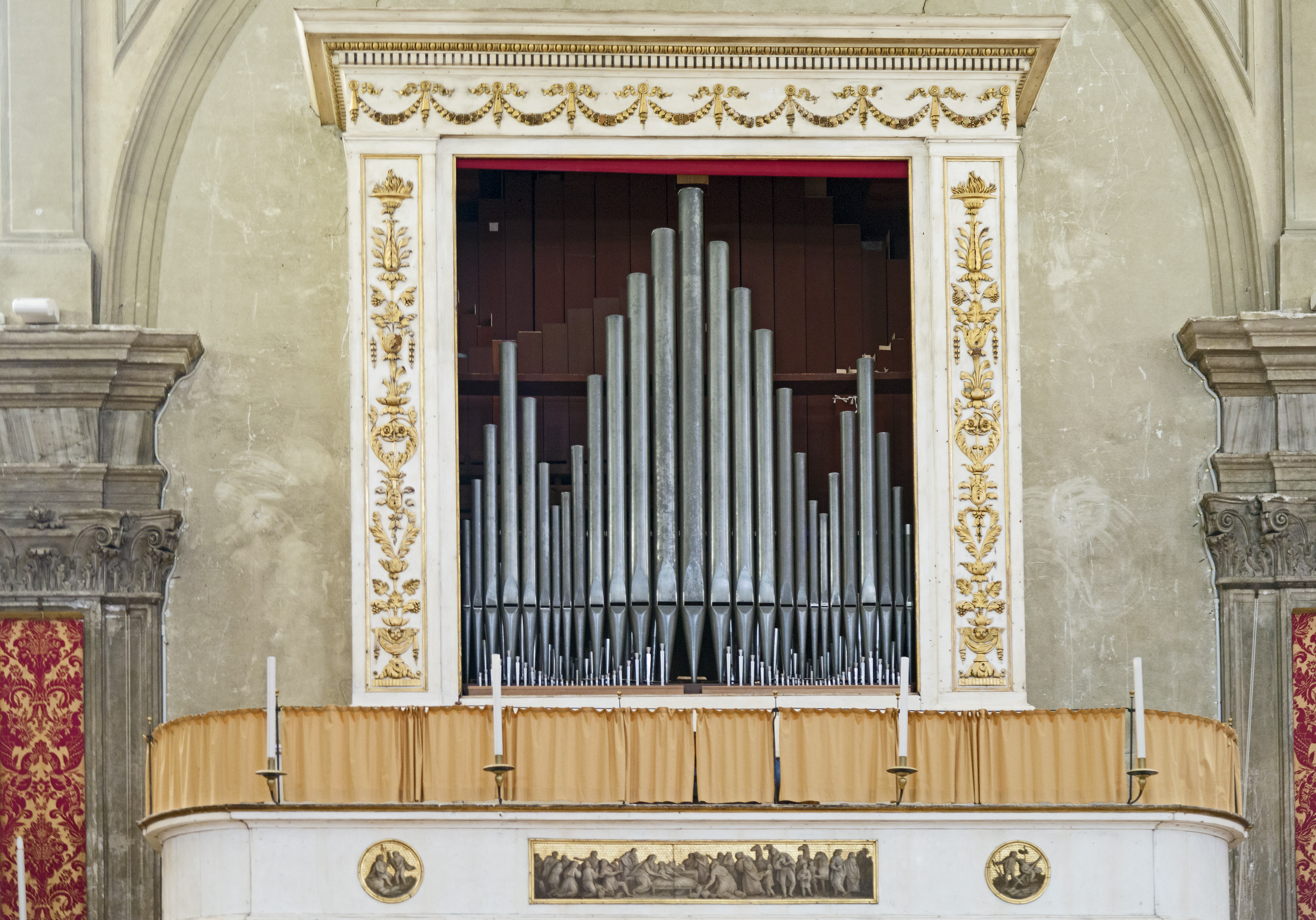
L'orgue

Côté droit de la nef
- Le bénitier, la vasque et le piétement sont d'Antonio Viani, la statue au centre de la vasque est de Giacomo Piazzetta et représente saint Jean-Baptiste elle date de 1698.
- Le tableau du retable du premier autel montre une huile sur toile de Sebastiano Santi Cristo fra gli Apostoli autour de 1828
- La chapelle Corner. C'est le lieu de sépulture de plusieurs membres de la Famille Corner. Paroi droite de la chapelle : le monument funéraire de Marco et paroi de gauche le monument funéraire de Giorgio Corner respectivement père et frère de Catherine Corner, reine de Chypre. Sa dépouille a été transférée dans un imposant monument funéraire à l'église San Salvador. L'organisme de bienfaisance "Sauver Venise" a financé la restauration de la chapelle. Le retable de cette chapelle permet de voir "la Dernière Communion de Sainte Lucie", (vers 1746) par Giambattista Tiepolo.
- Le tableau du retable du deuxième autel montre une huile sur toile de Giovanni Contarini La naissance de la Vierge vers 1599.

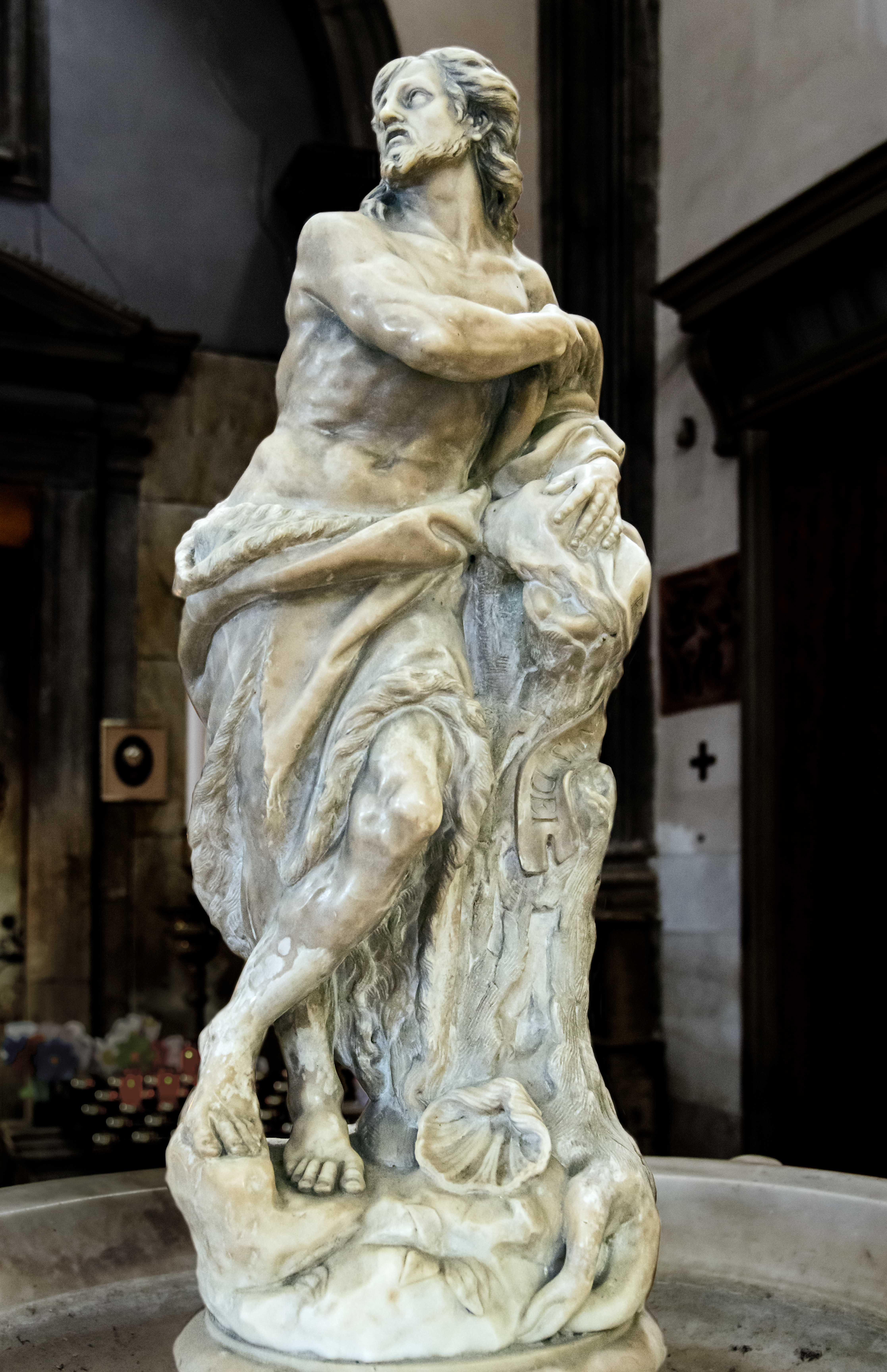
Le bénitier de droite, Giacomo Piazzetta
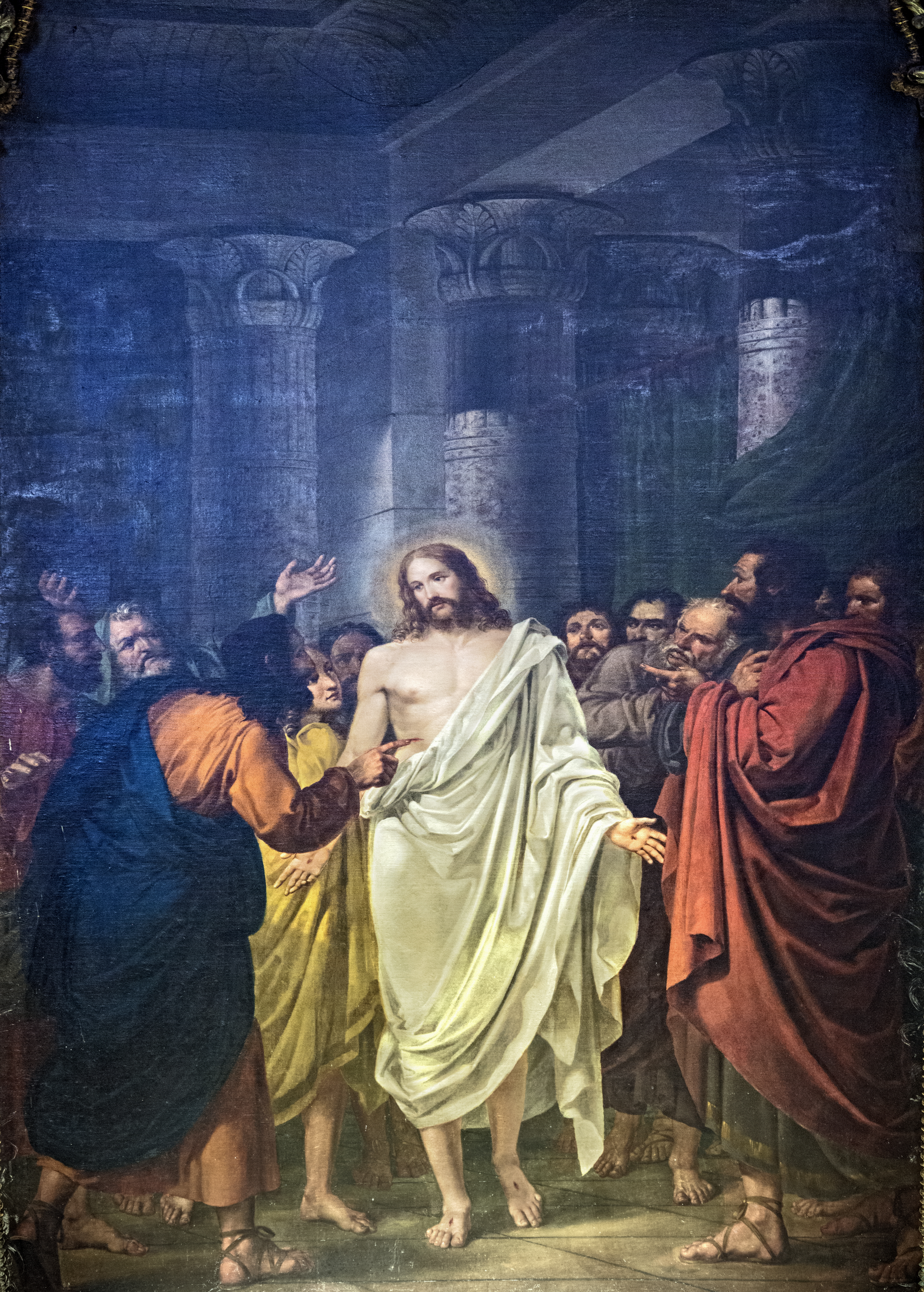
Le Christ parmi les apôtres   Sebastiano Santi
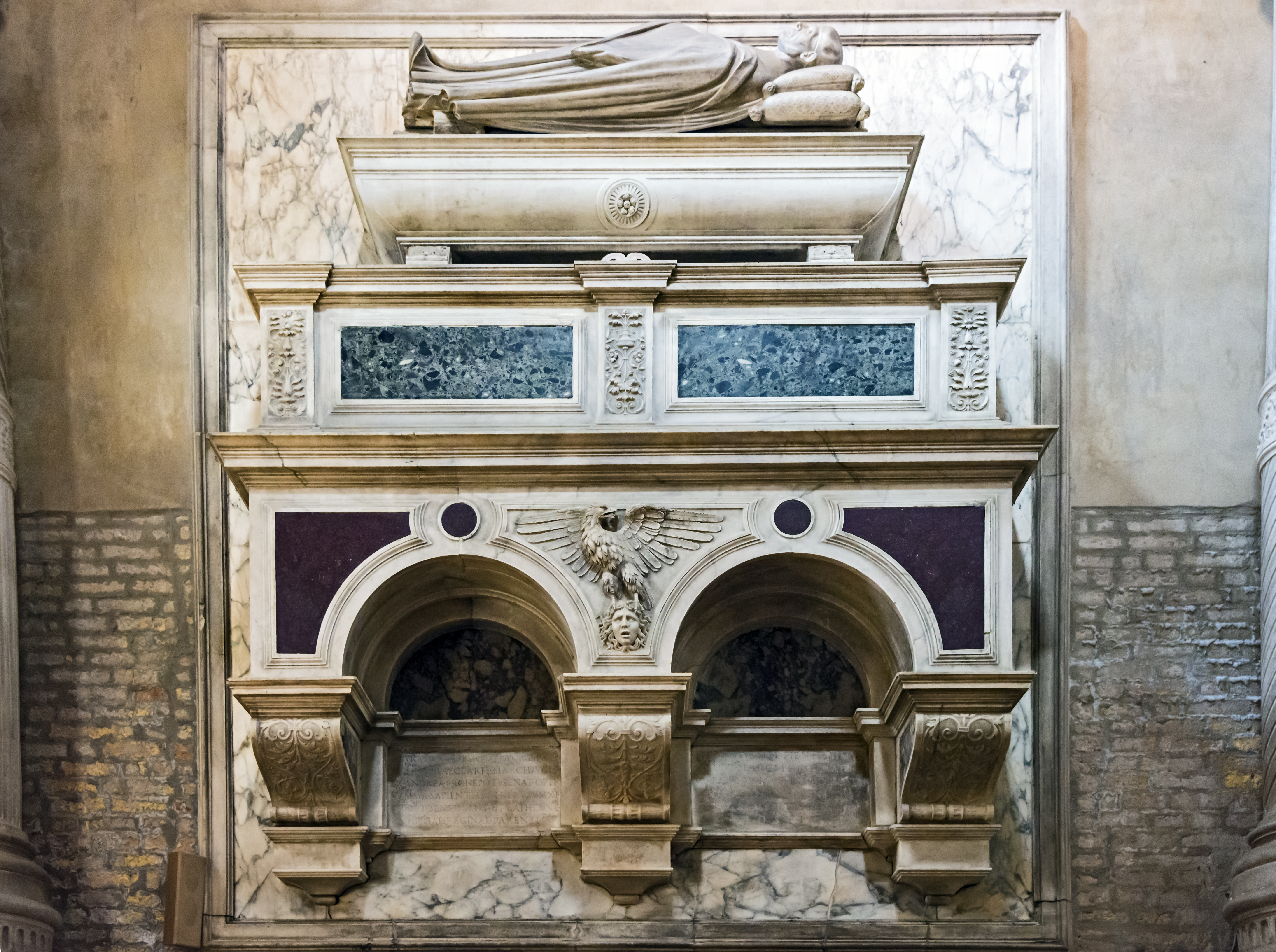
Monument de Marco Corner
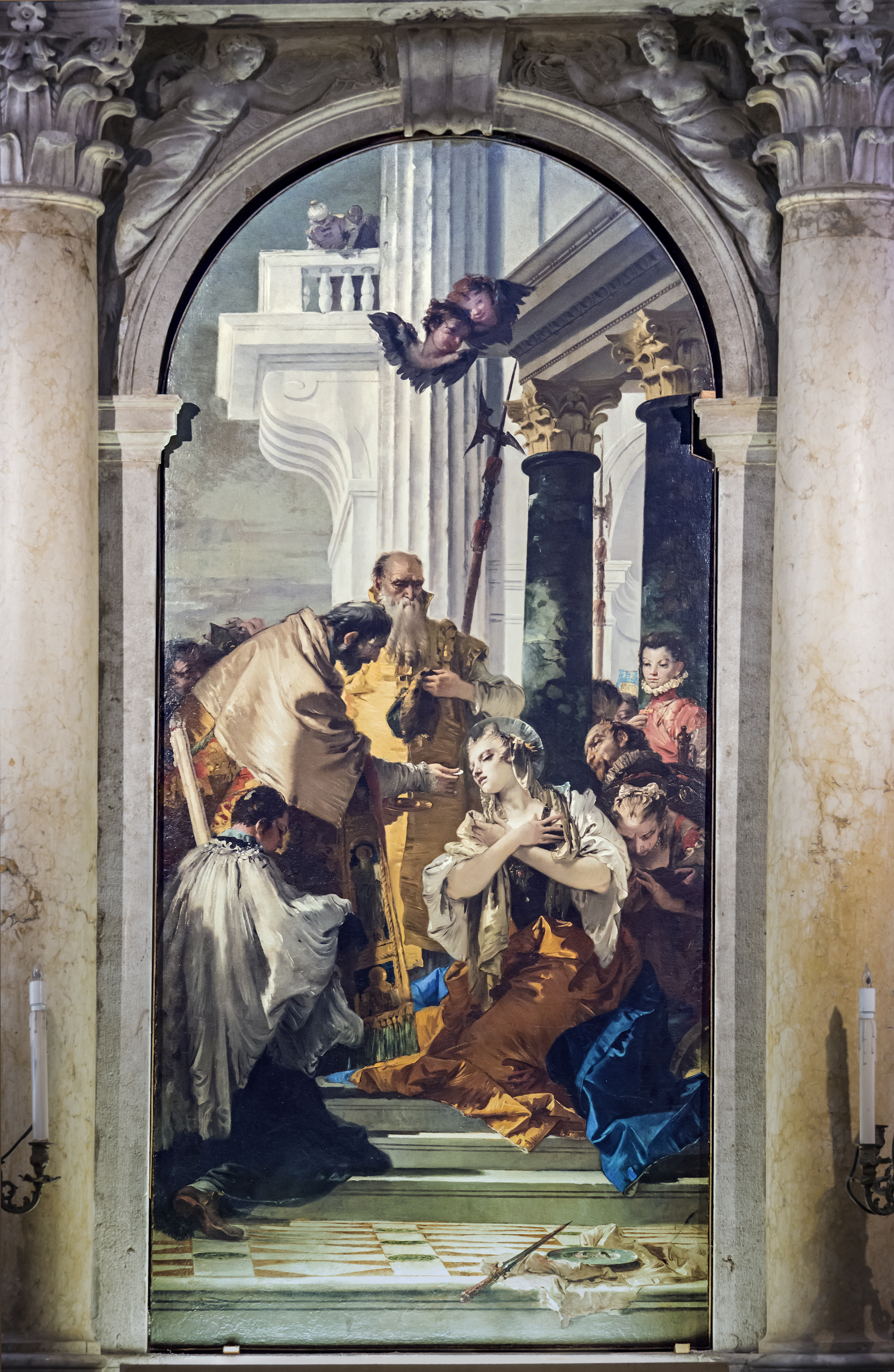
La comunione di santa Lucia - Giambattista Tiepolo
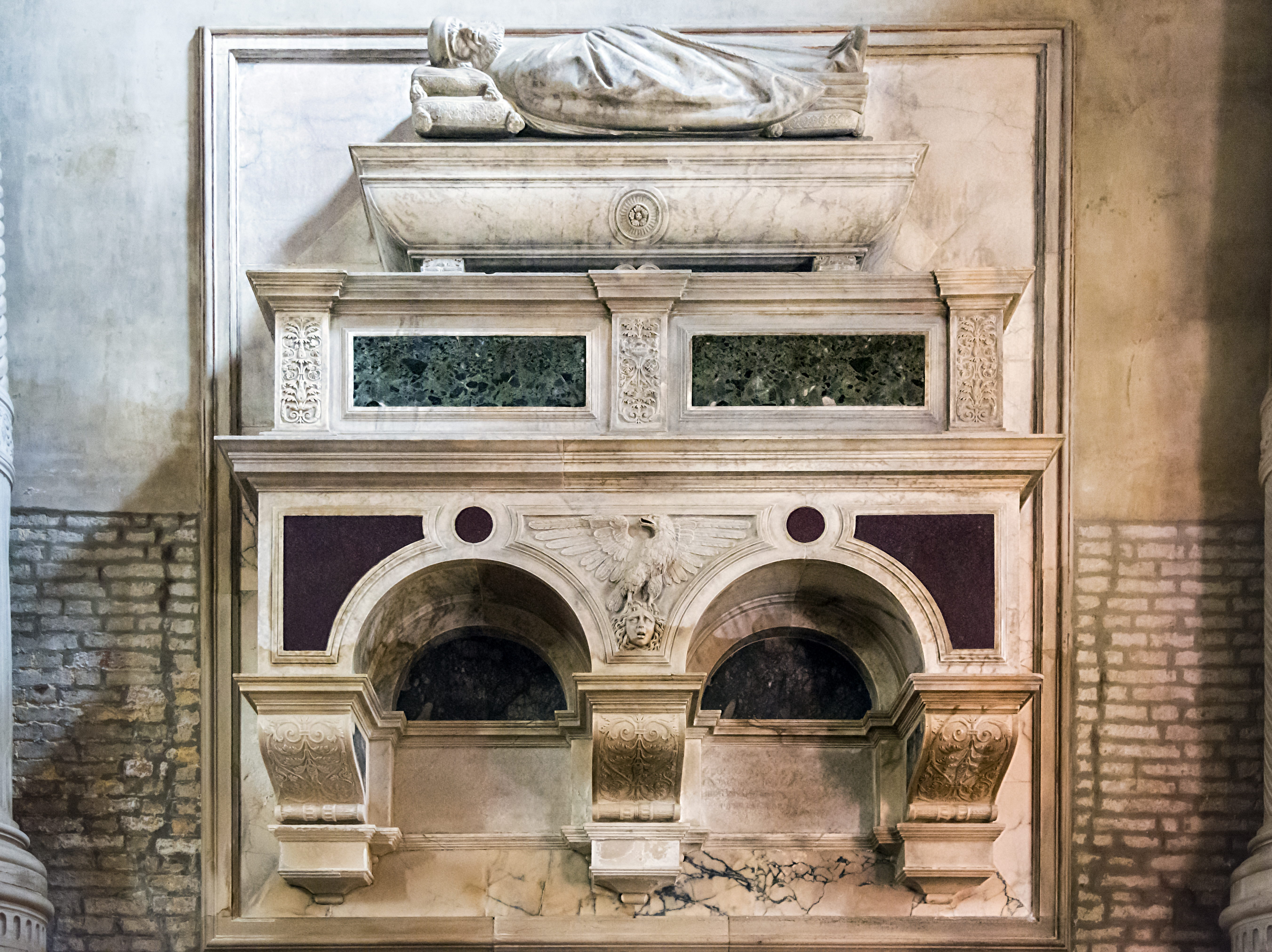
Monument de Giorgio Corner
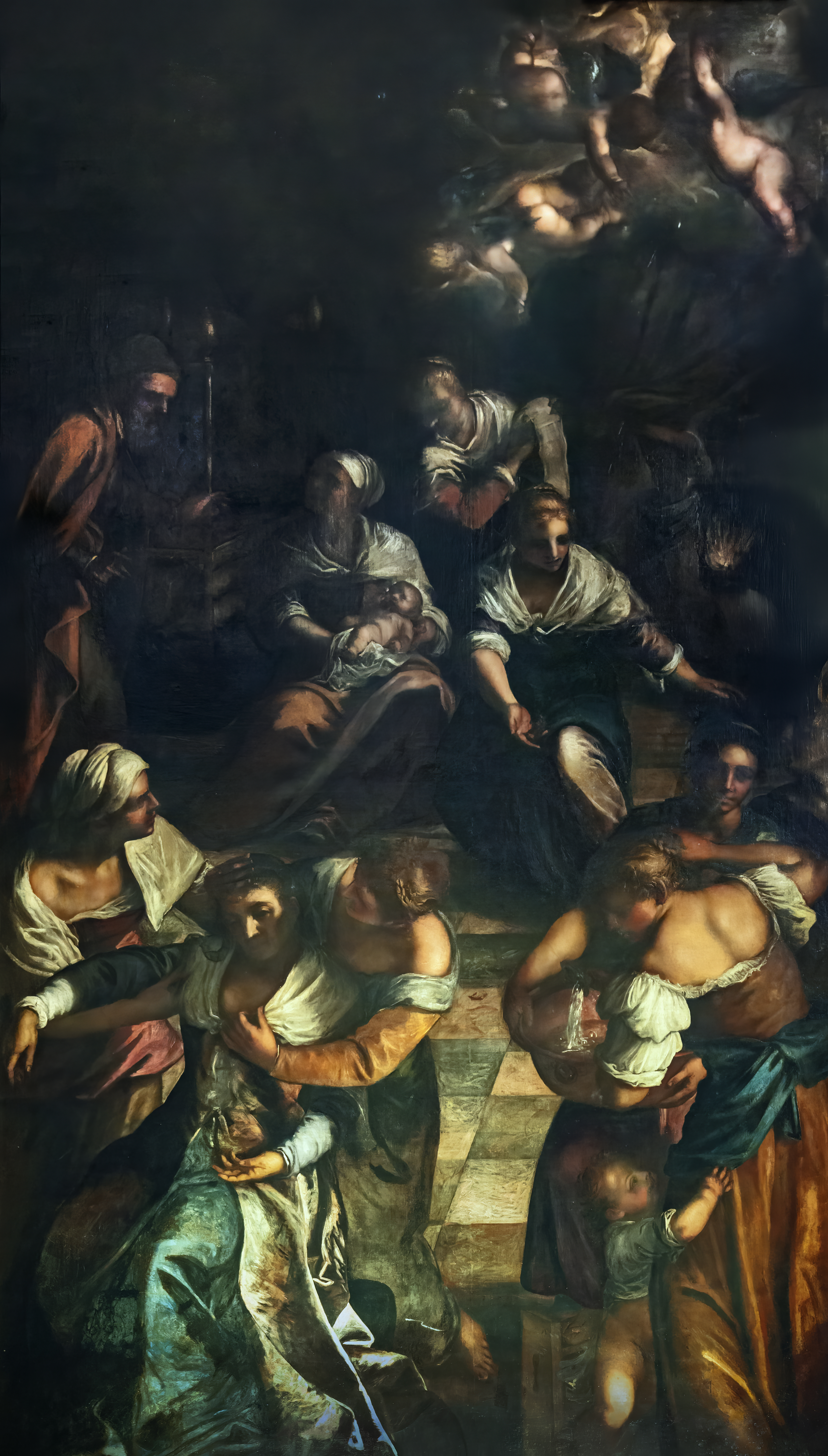
La nascita della Vergine Giovanni Contarini

Le chœur
Le maître-autel avec le tabernacle en forme de temple circulaire a été conçu par Francesco Lazzari. De chaque côté du chœur se trouvent des statues de saint Pierre et saint Paul, faites par un inconnu à la manière d'Alessandro Vittoria.
Chapelle de droite : une fresque d'un artiste vénitien de style byzantin : déposition et sépulture du Christ, début du XIVe siècle. Un bas-relief de Tullio Lombardo représentant Saint Sébastien.
Chapelle de gauche : Monument à Benedetto Valmarana (M.1847) par Luigi Minisini en face le buste de Josepho Comiti par Angelo Pizzi.

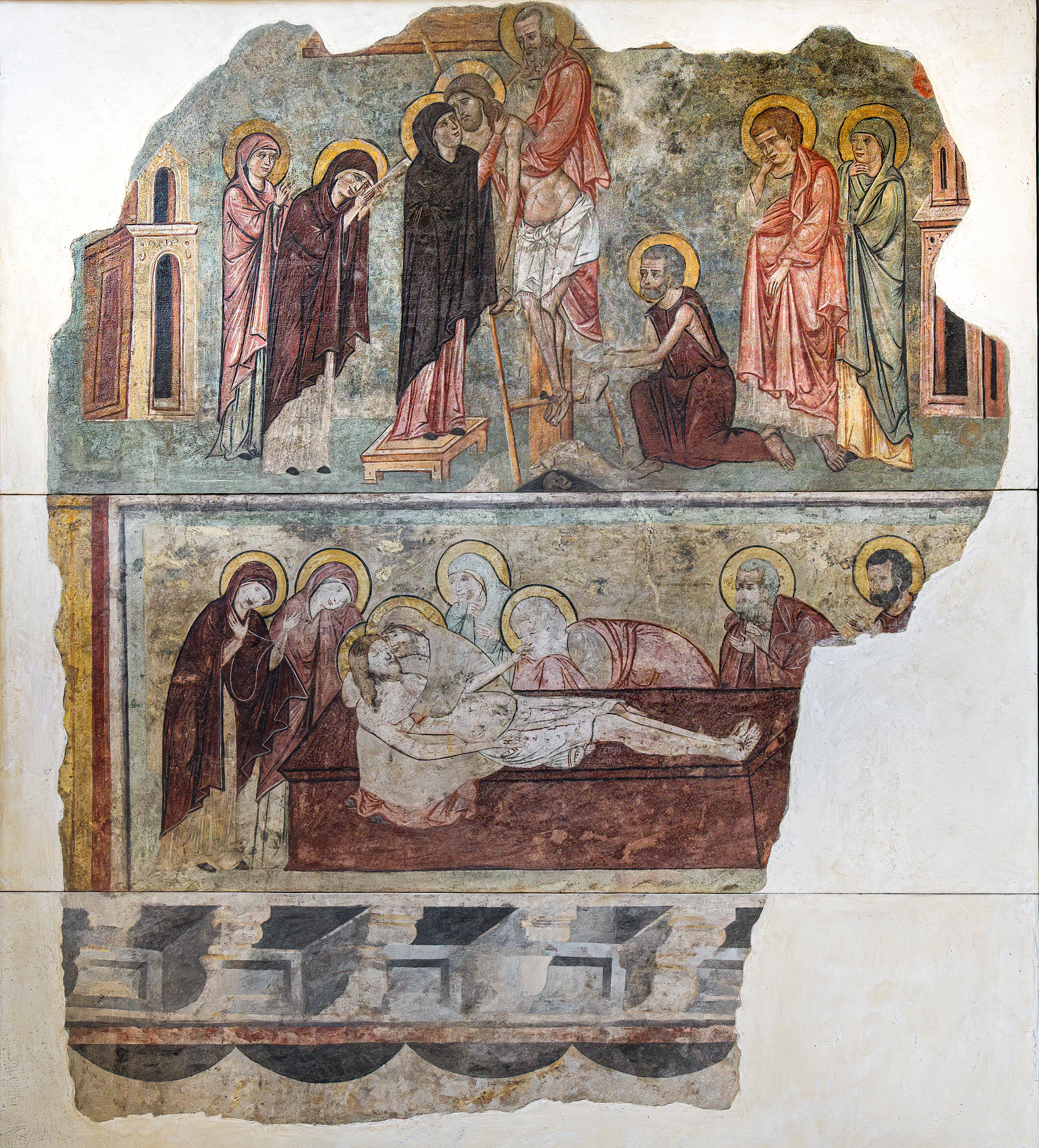
Déposition et sépulture du Christ, début du XIVe siècle.
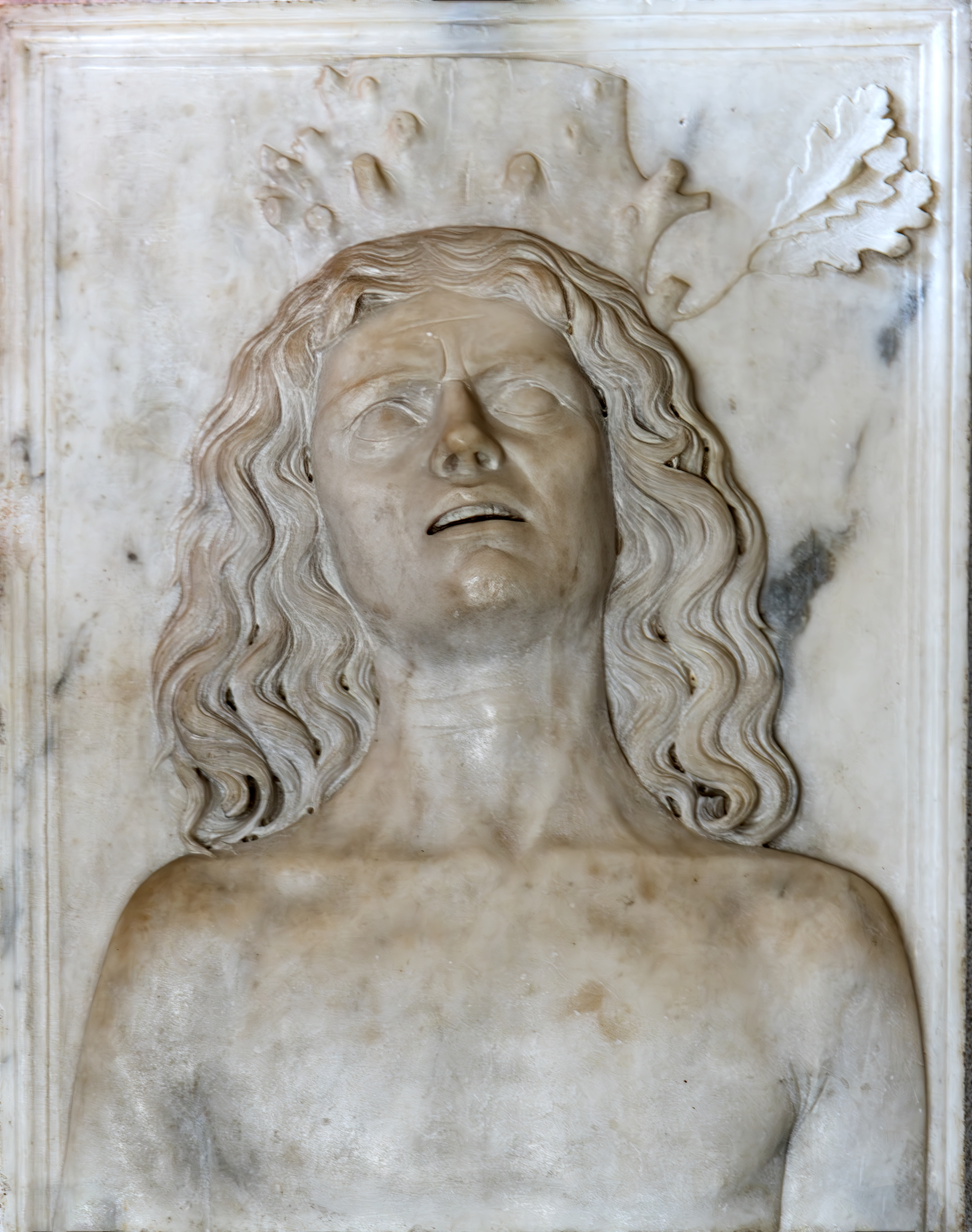
Bas-relief de Saint Sébastien par Tullio Lombardo
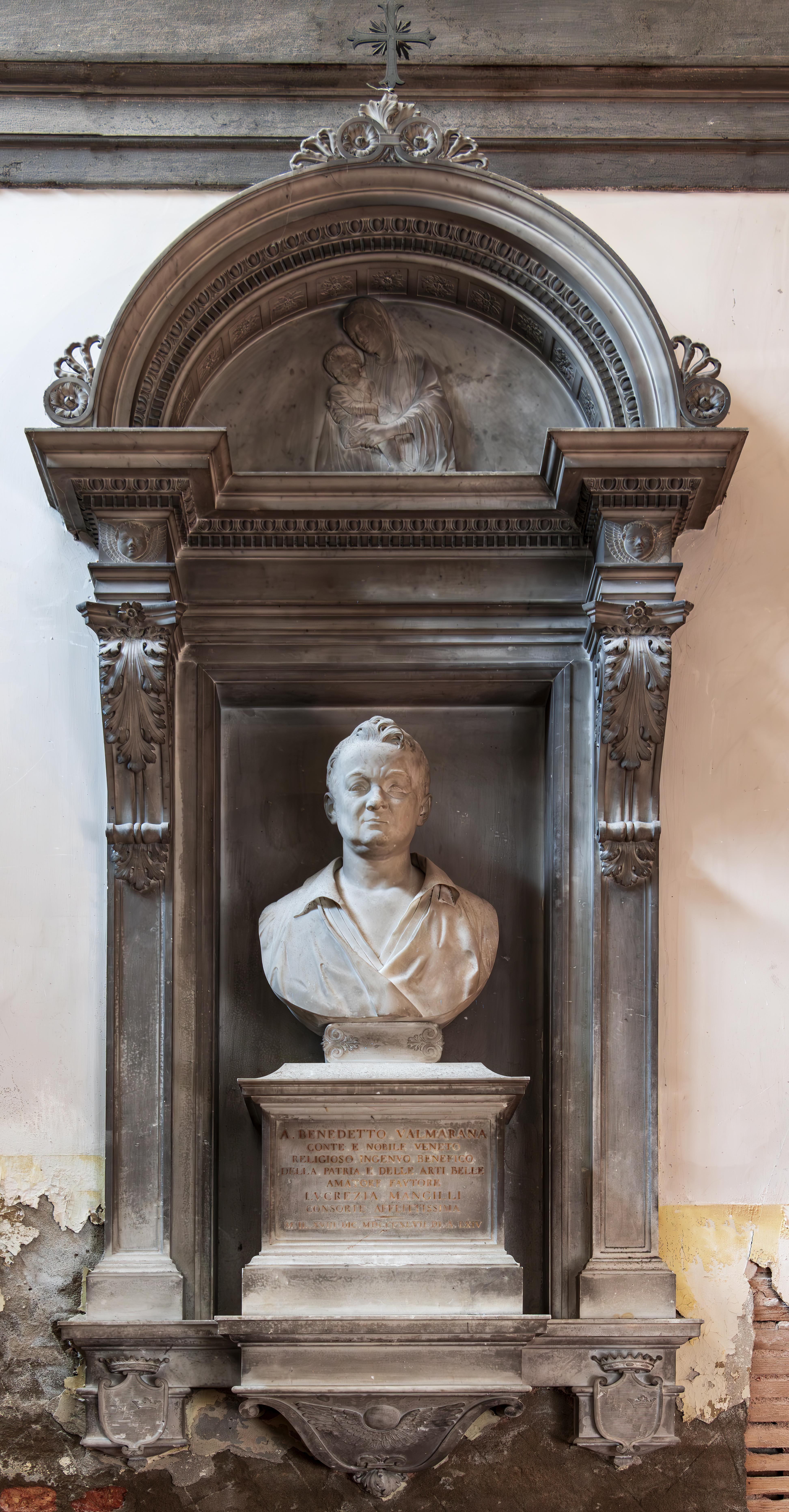
Monument à Benedetto Valmarana par Luigi Minisini
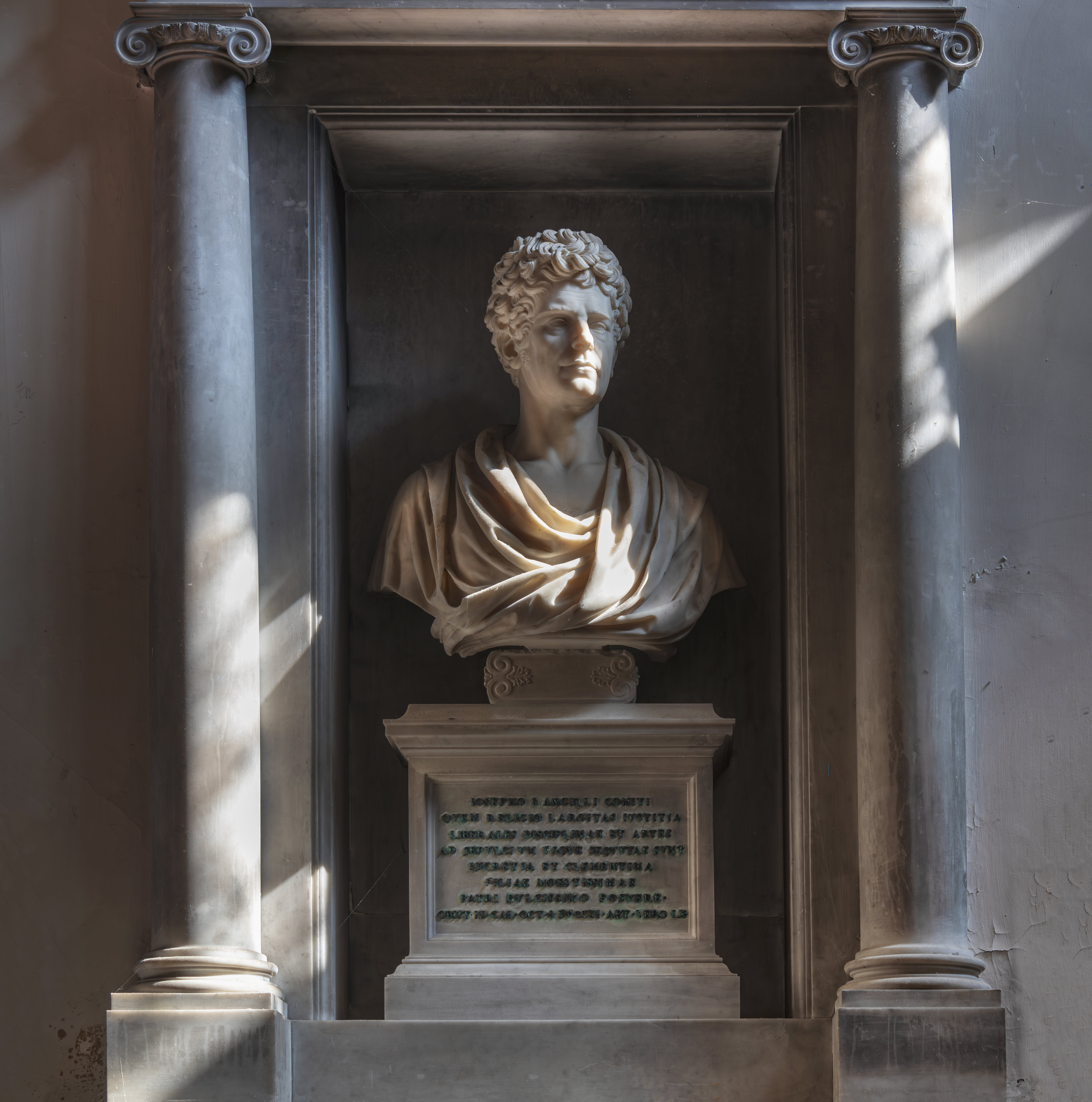
Buste de Josepho Comiti par Angelo Pizzi

Côté gauche de la nef
- Le bénitier, la vasque et la statue de saint Pierre sont de Heinrich Meyring et datent de 1701.
- La chapelle de l'Ange gardien. La tableau du retable du premier autel montre, l'Ange gardien par Francesco Maffei - œuvre commandée par la Scola éponyme située en face de l'église sur le campo.
- Le premier autel : le tableau du retable est une huile sur toile de Gaspare Diziani datée de 1755 : La Vierge à l'Enfant, saint Joseph, saint Jean-Baptiste et saint Antoine de Padoue.
- Les fonts baptismaux et la chaire qui les surplombe sont de Giuseppe Bernardi dit il Torretto, premier maître de Canova. La chaire est décorée d'un bas-relief représentant la descente du saint-Esprit.
- Le second autel : Sainte Catherine d'Alexandrie, saint Antoine le grand, saint Jérôme et saint Jean de Nepomuk par Domenico Maggiotto 1760.

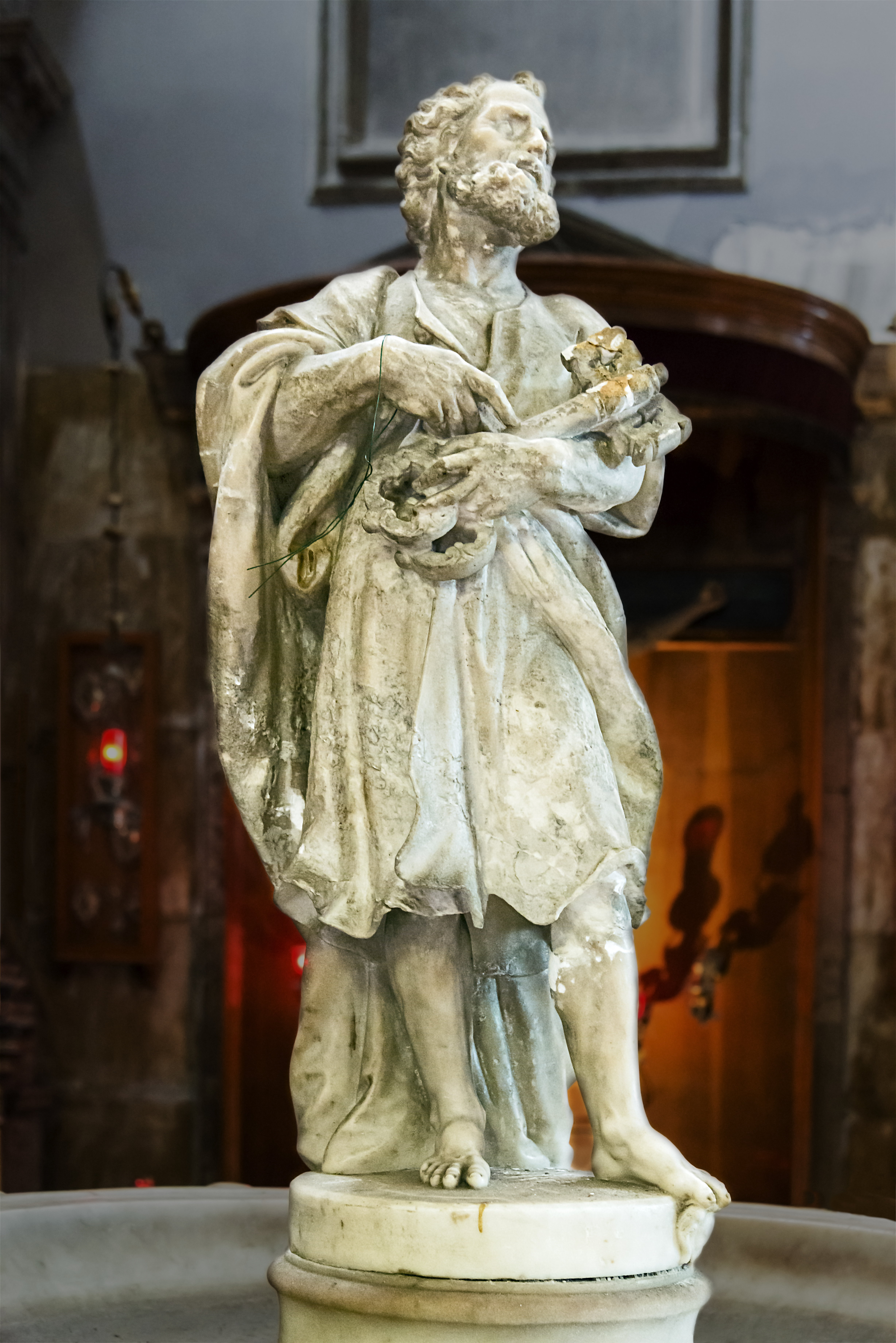
Le bénitier de gauche, Heinrich Meyring
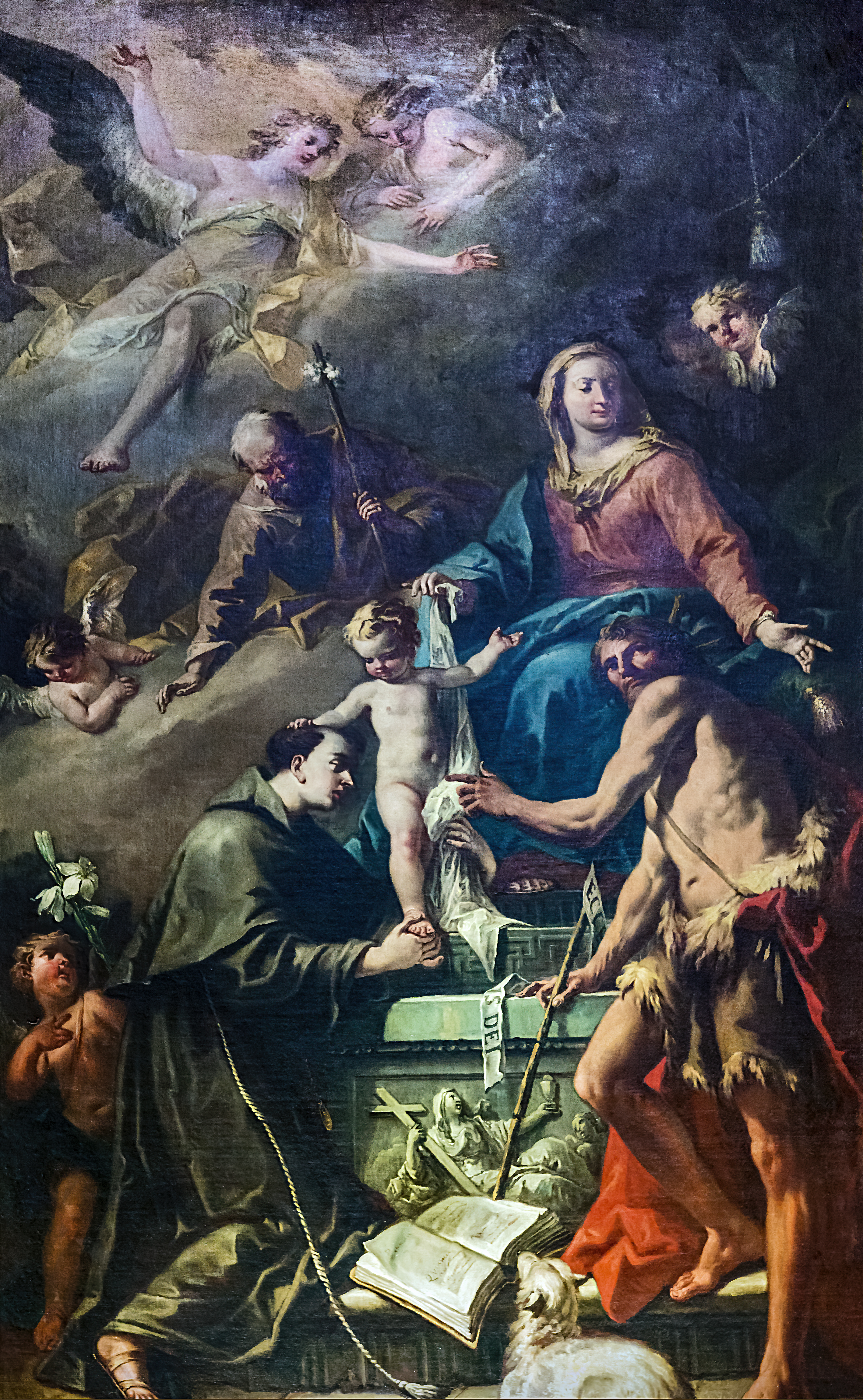
La Vierge à l'Enfant, Gaspare Diziani
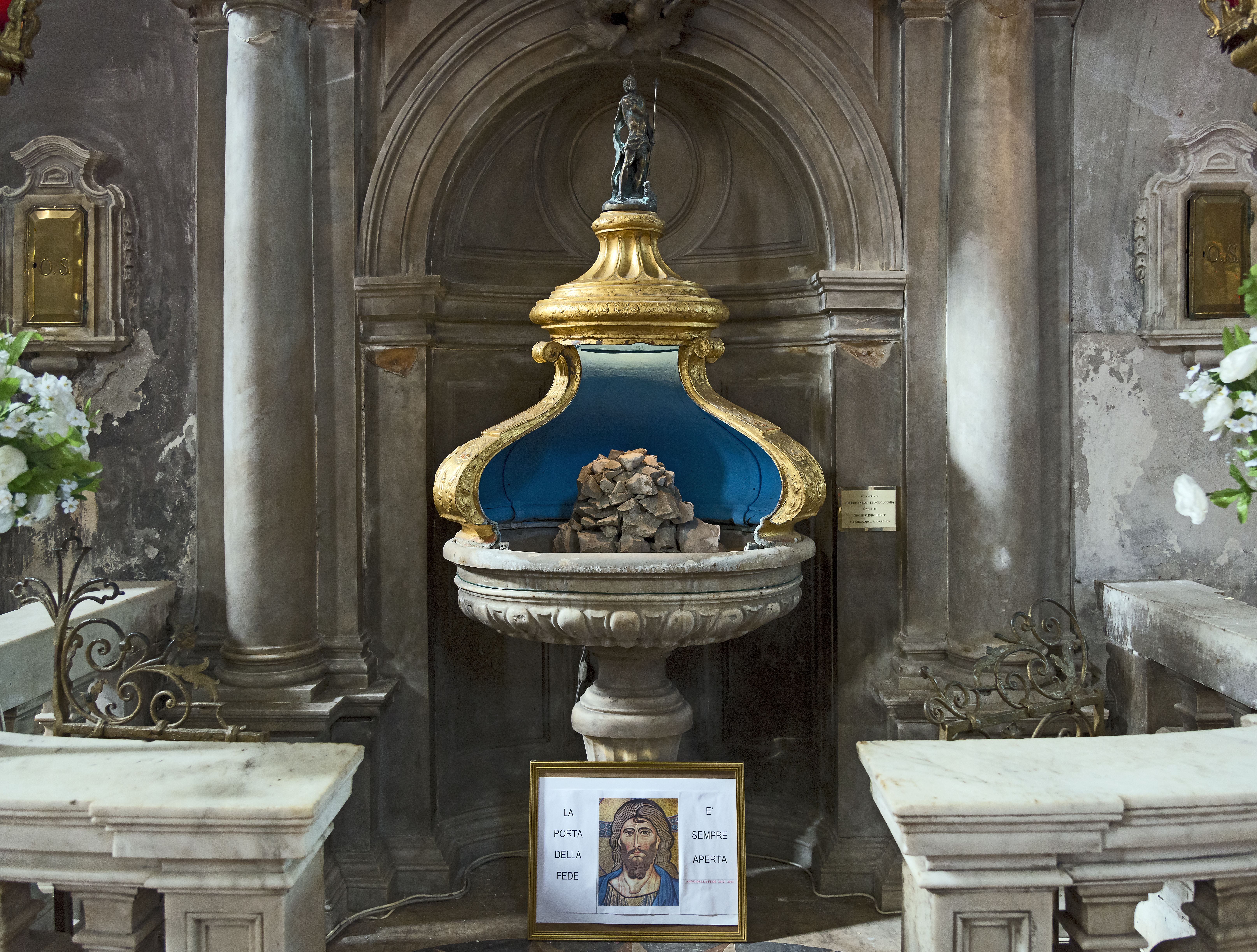
Les fonts baptismaux
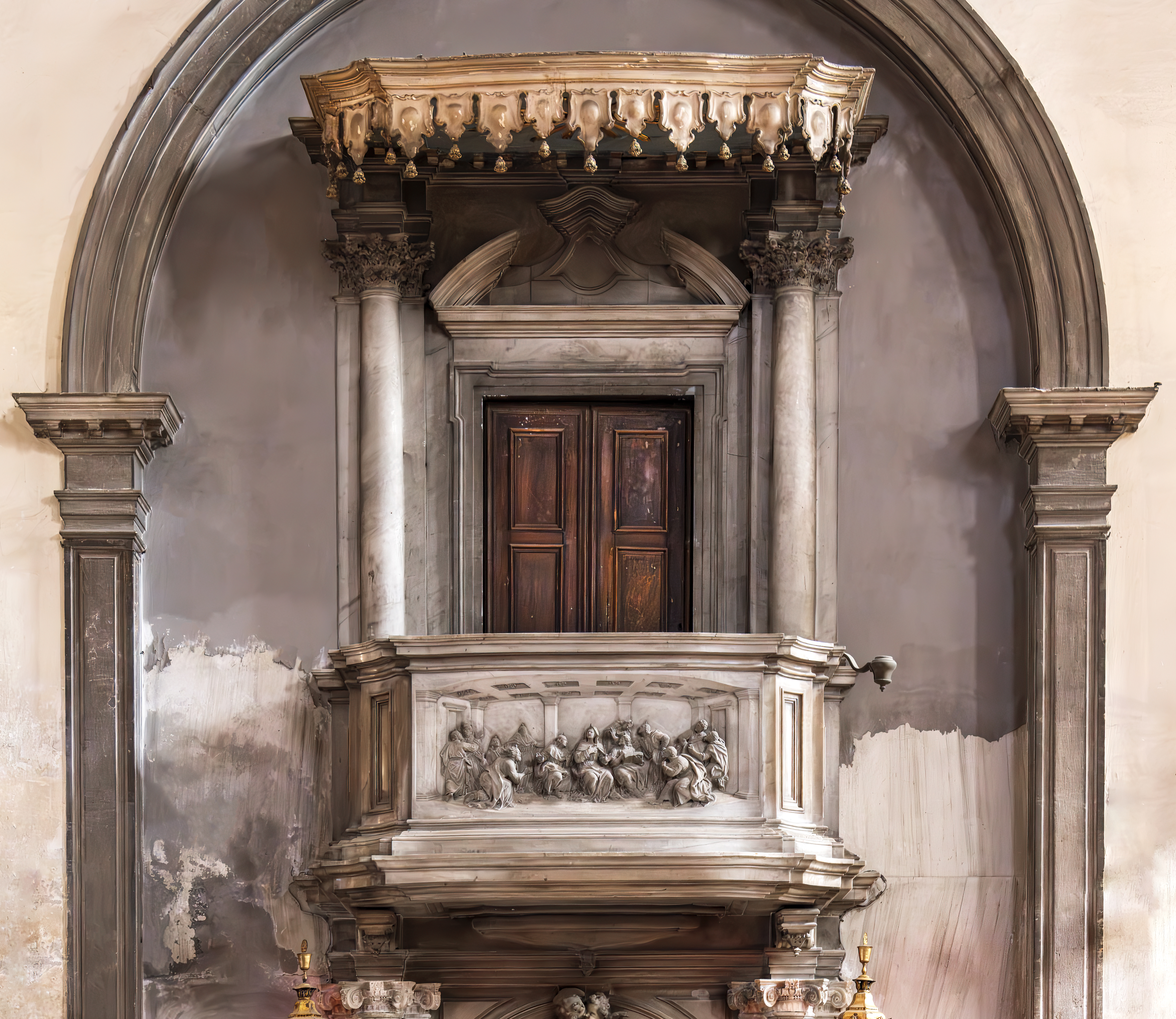
La chaire
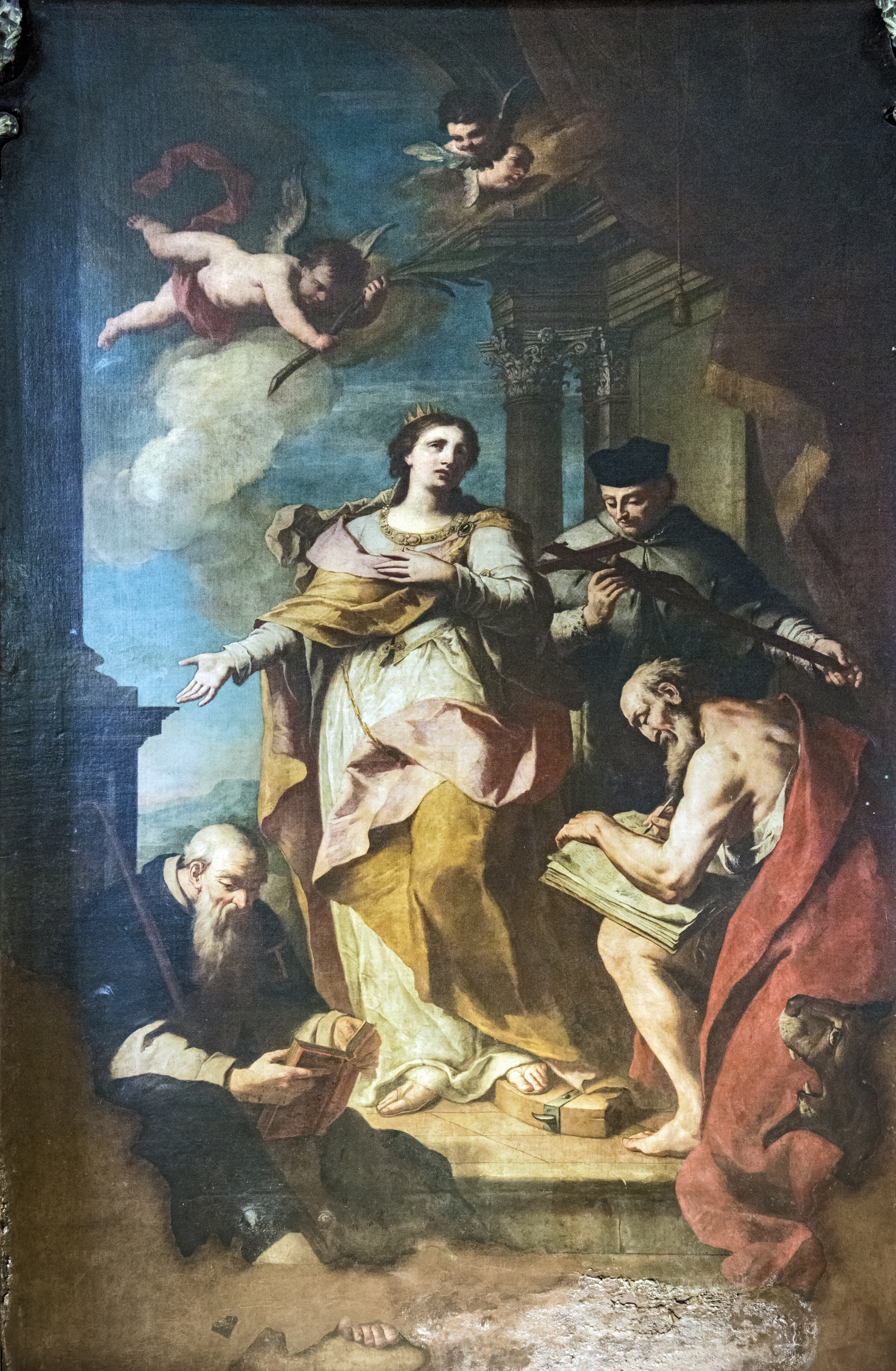
Sainte Catherine d'Alexandrie, saint Antoine le grand, saint Jérôme et saint Jean de Nepomuk par Domenico Maggiotto
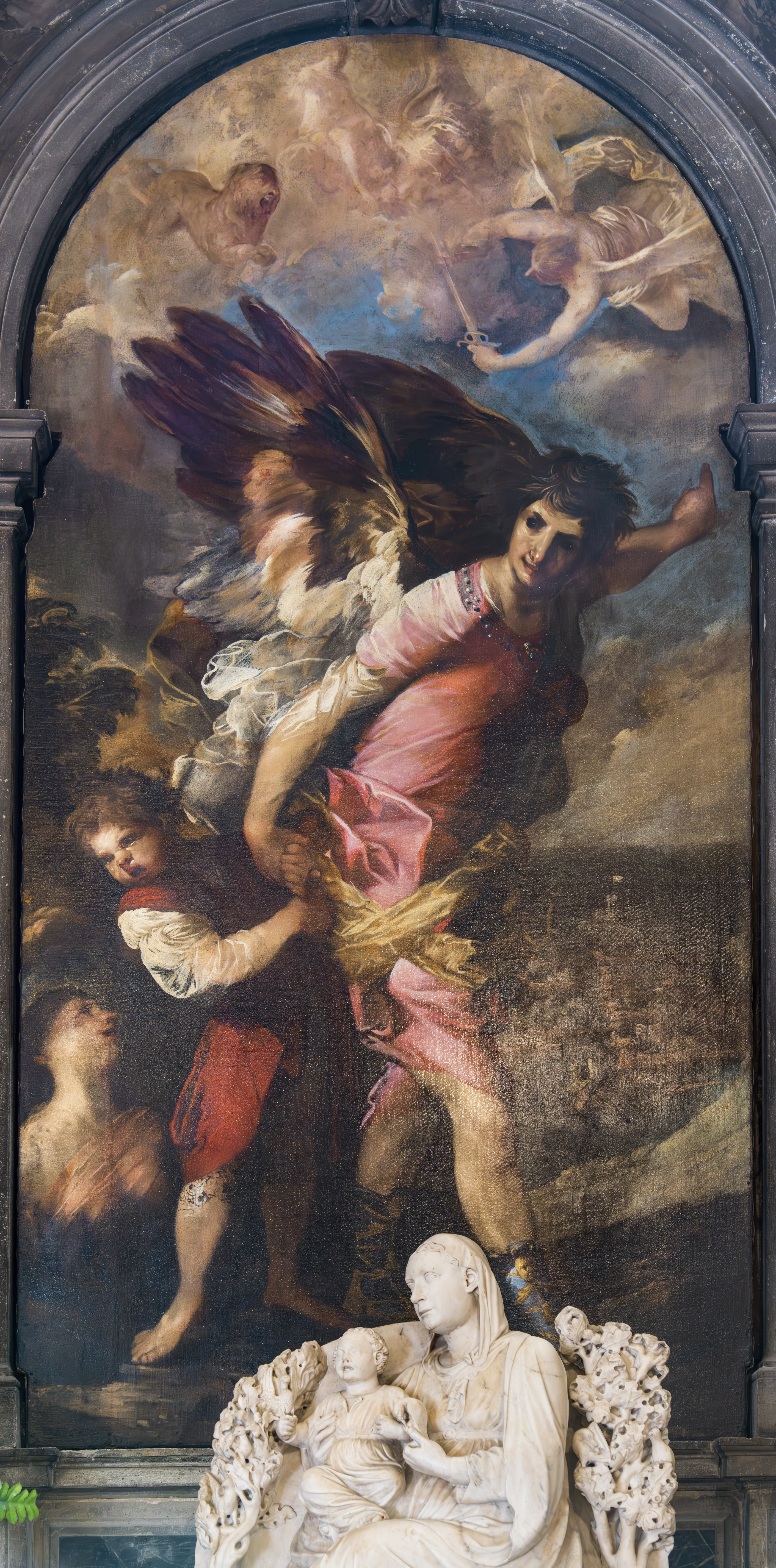
L'Ange tutélaire par Francesco Maffei

Le plafond
- Les fresques du plafonds ont été réalisées de 1748 à 1753 par Fabio Canal avec des ajouts de C. Gaspari. Le plafond : Comunione degli Apostoli e Trionfo dell'Eucaristia. Tout autour les grisailles sont dues à C. Gaspari.

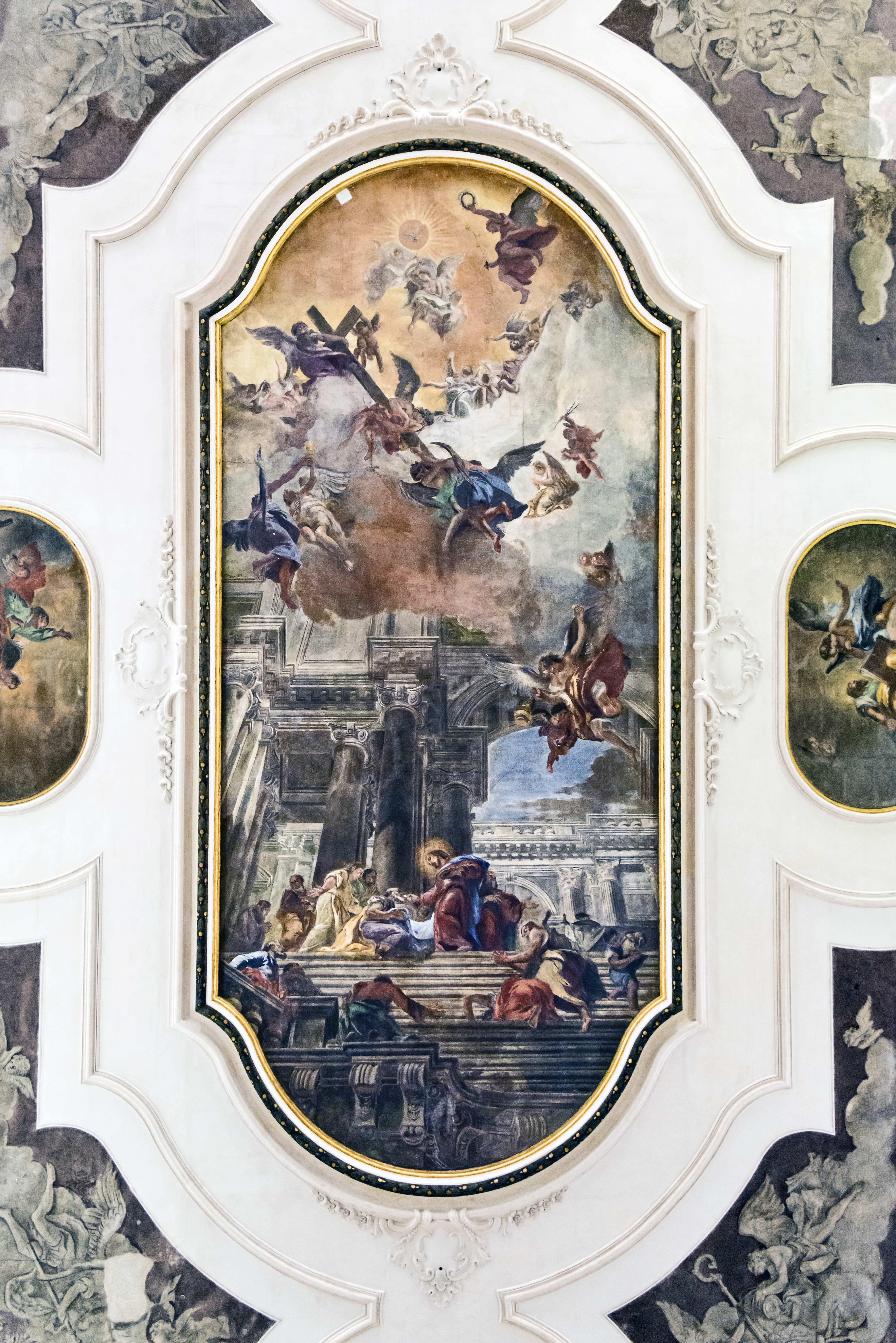
Fabio Canal, Comunione degli Apostoli e Esaltazione dell'Eucarestia
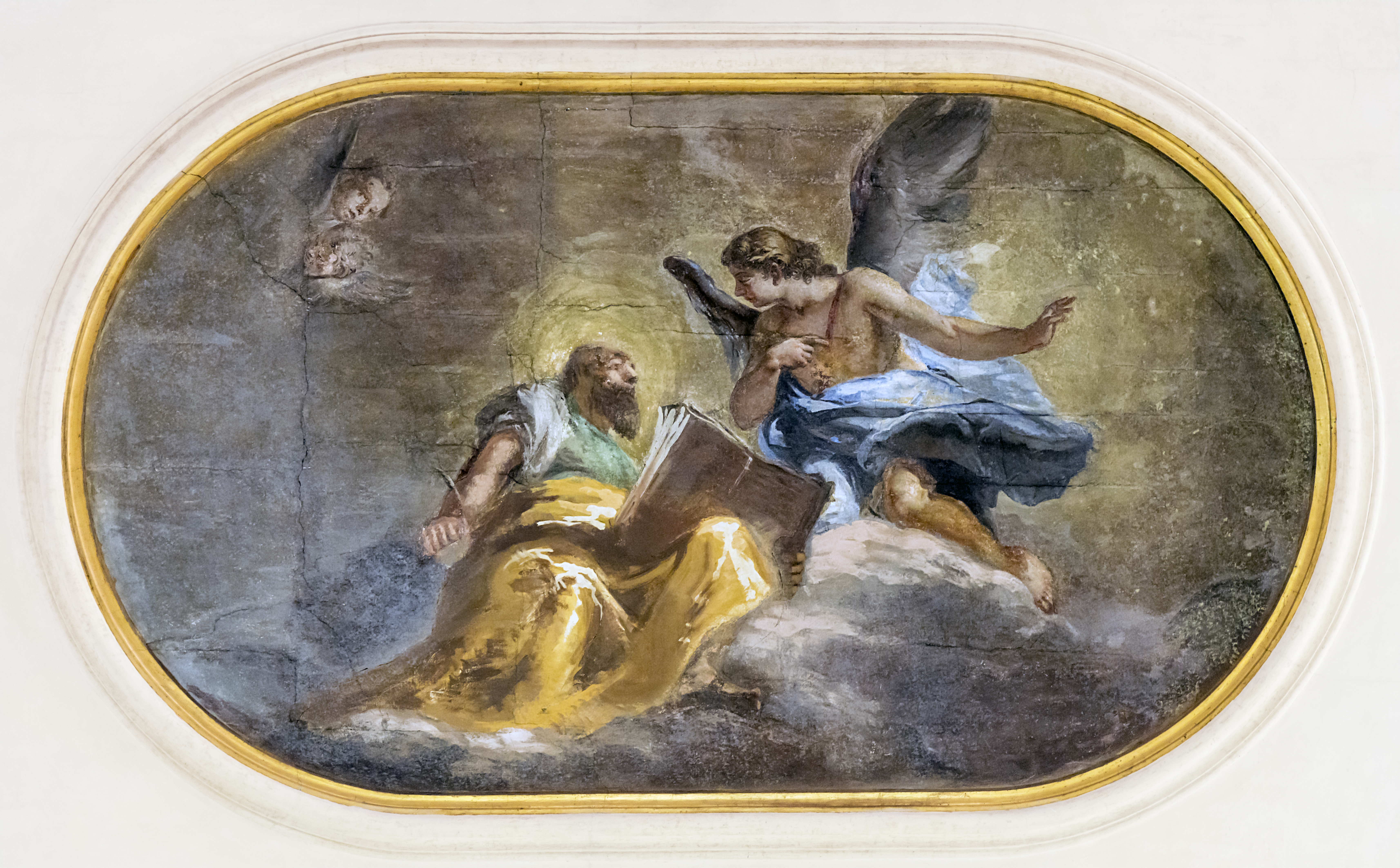
Fabio Canale saint Mathieu et l'Ange
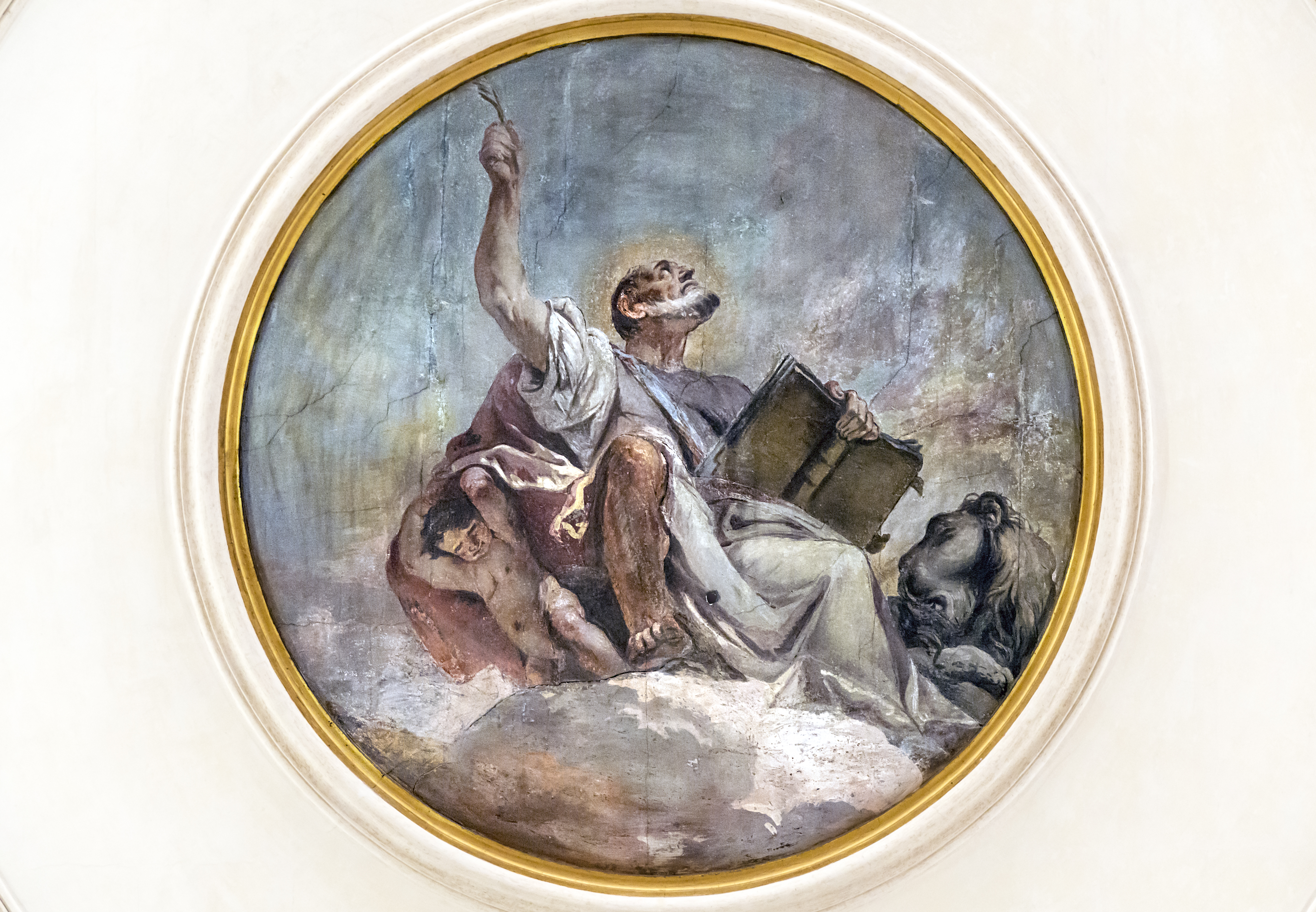
Fabio Canale saint Marc
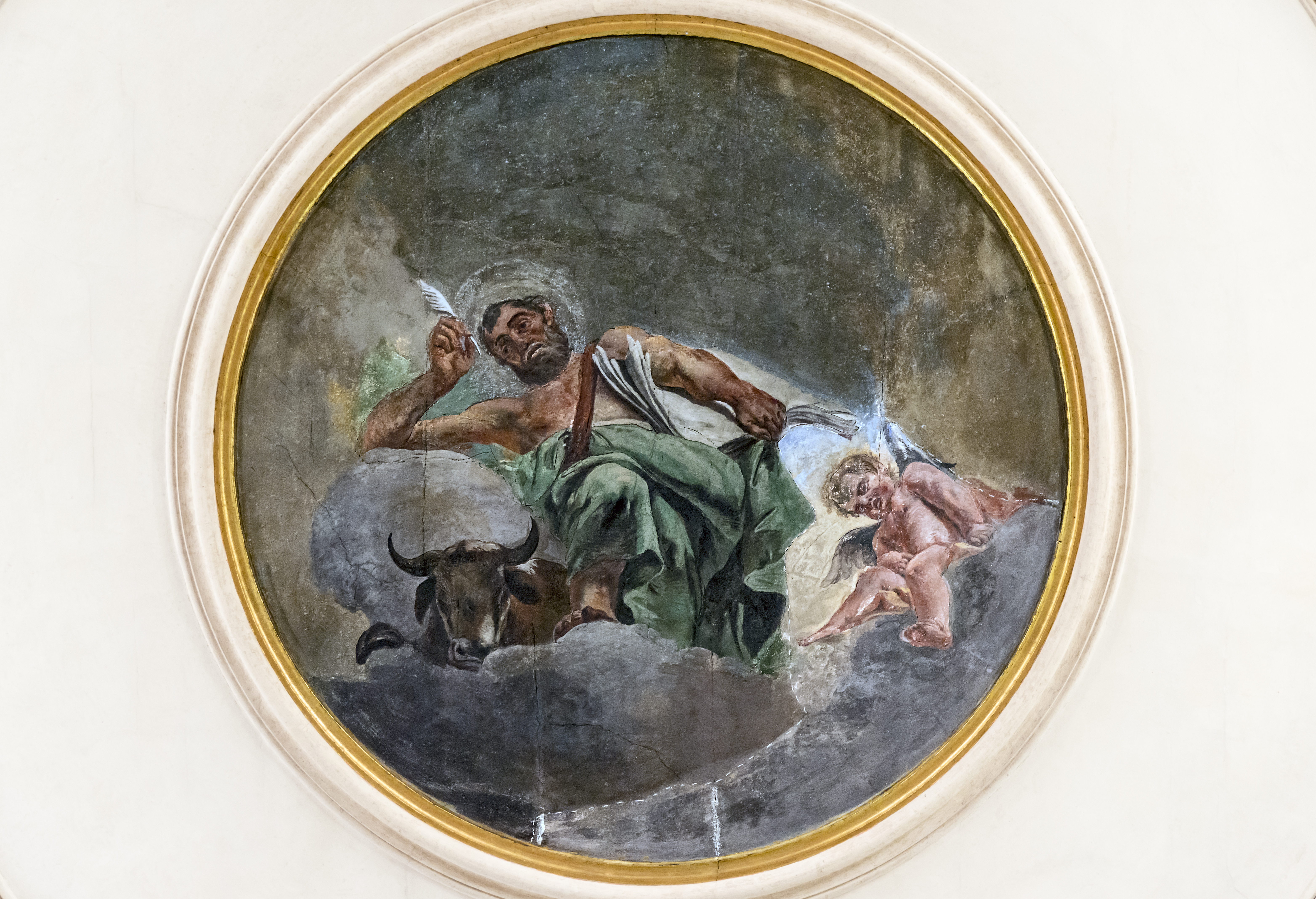
Fabio Canale saint Luc
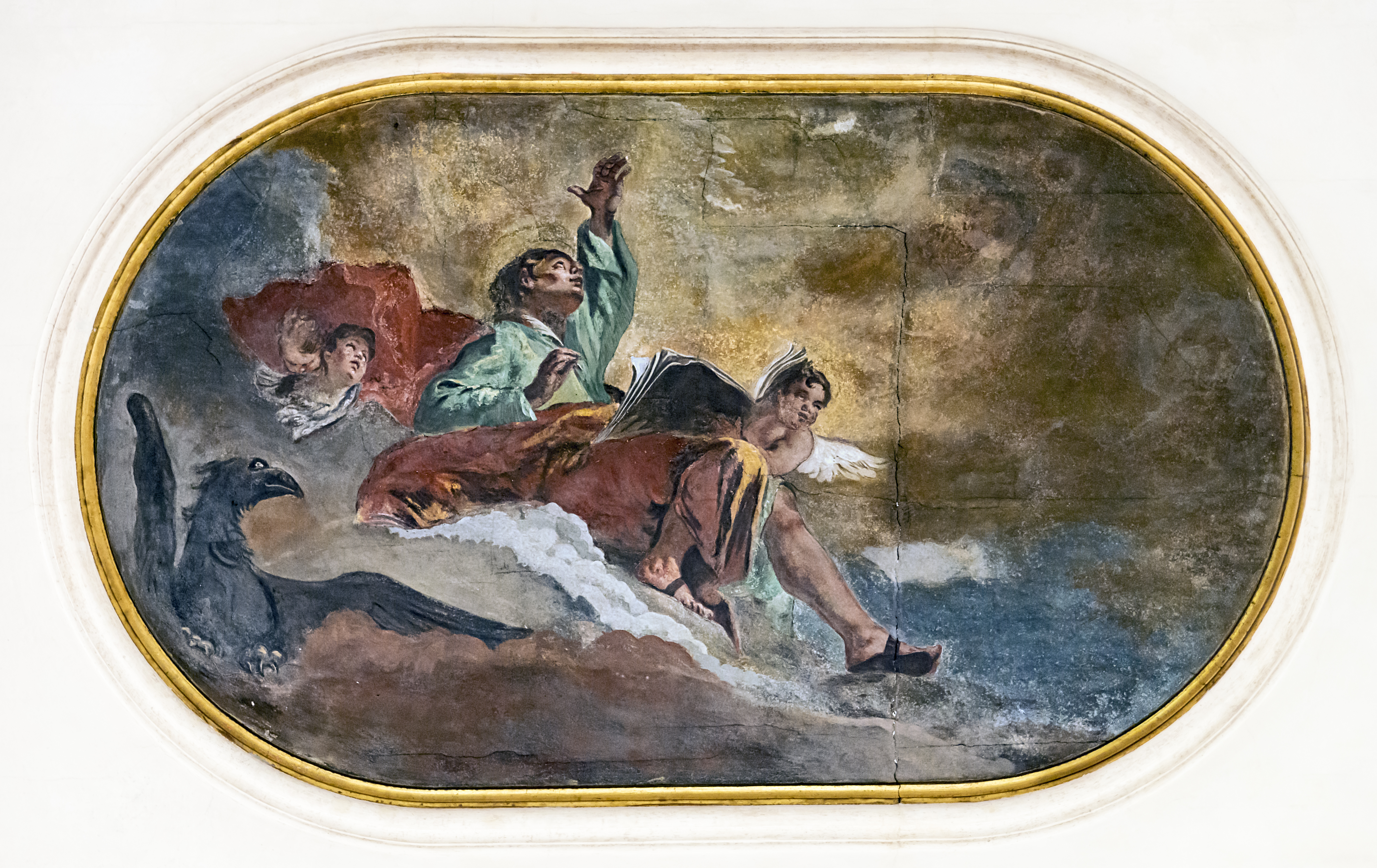
Fabio Canale saint Jean et l'aigle